# Multiloculina
Multiloculina es un género de foraminífero bentónico considerado un sinónimo posterior de Quinqueloculina la subfamilia Hauerininae, de la familia Hauerinidae, de la superfamilia Milioloidea, del suborden Miliolina y del orden Miliolida. Su especie tipo era Serpula seminulum. Su rango cronoestratigráfico abarca el Holoceno.

## Discusión
Clasificaciones más recientes han incluido Multiloculina en la subfamilia Quinqueloculininae de la familia Quinqueloculinidae.

## Clasificación
Multiloculina incluía a la siguiente especie:
- Multiloculina seminulum